# Bernard Robert
Bernard Robert, né le 28 avril 1914 à Orgerus et mort le 10 octobre 1986 à Vernouillet, est un constructeur français de charpente en bois. Il est à l'origine de la fondation en septembre 1974 du Syndicat national des constructeurs de charpente en bois lamellé-collé (SNCCBLC) dont il a été le premier président.

## Biographie

### Origines
Bernard Robert est le fils de Marius Robert (1888 - 1946), entrepreneur de charpente qui construisait des hangars agricoles sous la marque Hangars Robert à Saint-André-de-l'Eure.
En septembre 1930, âgé de 16 ans, il commence son apprentissage dans l'entreprise familiale avant de le poursuivre à Beaumont-le-Roger dans une autre entreprise de charpente où il est accidentellement blessé d'un coup d'herminette à la jambe droite. Après cet épisode, jusqu'en juillet 1933, il effectue un stage chez l'architecte parisien Maurice Puteaux (1897-1989). Il revient ensuite chez son père qui lui confie des missions commerciales.
Bernard Robert effectue son service militaire de 1935 à 1936, d'abord à Rouen au 39e régiment d'infanterie, puis à Versailles à l'École des chars de combat. Le 19 juin 1937, il épouse Geneviève Courteau. De cette union naîtront deux enfants : Claude et Philippe. Le 1er juillet 1937, Bernard Robert devient le directeur des Hangars Robert.

### Robert SA
Après la guerre et le décès de son père, Bernard Robert achète un terrain d'environ 1,4 hectare à Vernouillet en vue d'y créer une nouvelle usine qui voit le jour en 1947 et qui reprend la dénomination commerciale de Hangars Robert. Son activité demeure orientée vers la construction de hangars agricoles à charpente triangulée traditionnelle en bois. En 1950, considérant que, en raison du développement des moissonneuses-batteuses, le stockage des récoltes ne se ferait plus en gerbes mais en grains, Bernard Robert diversifie ses productions en proposant des silos à grains en bois.
À partir de 1956, son activité s’oriente vers les bâtiments industriels. Des portées plus importantes sont  rendues possibles par une technique d’assemblage cloué sur gousset de contreplaqué conçue avec le concours d’un ingénieur conseil parisien : André Fanjat de Saint-Font.
En 1958, Bernard Robert visite l’exposition universelle de Bruxelles et en revient avec la conviction que l’avenir de la charpente en bois se trouve dans la technique du lamellé-collé qu’il avait découverte dix ans plus tôt à l’occasion d’un voyage en Suisse. Dès 1959, il effectue les premiers essais expérimentaux de collage du bois. Cette activité devient opérationnelle l’année suivante avec la construction (comme sous-traitant de SCREG-Entreprise) au Grand-Quevilly d’un bâtiment de stockage d’engrais dont la portée libre atteint 50 m. Maître d’ouvrage : société Saint-Gobain.
L’entreprise Robert, qui a abandonné la marque Hangars Robert pour la simple appellation de ROBERT S. A., connaît une expansion très rapide. La superficie occupée par l'usine double. Deux records européens importants sont battus : Record de portée (100 m) pour le hall des expositions des foires de Tours en 1965, et réalisation du plus grand chantier de lamellé-collé avec 70 000 m2 de halls industriels pour la Compagnie Française de l’Azote (COFAZ) en 1974 au Havre. En 1970, un bâtiment innovant voit le jour : le hall du parc des expositions et des loisirs de l’agglomération d’Alençon qui comporte une structure tendue en bois lamellé-collé de 45 m de portée. M. Azagury et R. Lemarchand architectes.
À partir de 1975, ROBERT S. A. se développe à l’exportation notamment dans le secteur des entrepôts d’engrais chimique le plus souvent en sous-traitance de grands groupes industriels comme Heurtey-Industrie (Gabès, Tunisie) ou Creusot-Loire-Entreprise (Homs, Syrie).

### SNCCBLC
En septembre 1974 (ou 1973), Bernard Robert est à l’origine de la fondation du Syndicat national des constructeurs de charpente en bois lamellé-collé (SNCCBLC) dont il est le premier président. Une des premières missions de cet organisme est d’uniformiser les règles techniques de construction des structures en bois lamellé-collé. En parallèle, il met en place les qualifications nationales Qualibat.
Le syndicat est désormais dénommé Syndicat national du bois lamellé (SNBL).

### Retraite et décès
Victime d’un grave accident de la circulation le 26 janvier 1977 à Grand-Quevilly, Bernard Robert n’est plus en état d’assurer la direction de son entreprise. Aucun de ses enfants n’étant en mesure de lui succéder, il cède l’affaire à un groupe hollandais qui ne parvient toutefois pas à en assurer la pérennité.
C'est l'entreprise française Bermaho située à Fécamp qui reprend le site de Vernouillet et qui devient Bermaho Robert jusqu'en 1989.
En 1983, l’usine qui employait une centaine de salariés ferme définitivement ses portes. Le site de l’ancienne usine est racheté peu après par la commune de Vernouillet afin d’y installer ses services techniques. En février 1984, l’un des bâtiments est reconverti en salle de spectacle : L’Atelier à spectacle,,.
Le 10 octobre 1986, Bernard Robert meurt subitement à son domicile de Vernouillet.

### Pages liées
- bois lamellé-collé